# Myśl Niepodległa
Myśl Niepodległa – pismo wolnomyślicielskie, antyklerykalne i religioznawcze (propagujące głównie astralistykę), z czasem ewoluujące w kierunku antysemickim i uważane za organ pro-endecki. 
Wydawane i redagowane było niemal w całości przez Andrzeja Niemojewskiego (1864–1921), a później przez jego syna Adama Niemojewskiego. Ukazywało się od 1 września 1906  do 26 grudnia 1931 roku w Warszawie, podobnie jak inne tego rodzaju pisma wydawane za granicą, trzy razy w miesiącu (dziesięciodniówka bądź dekadówka), stąd „dekada” oznacza numer. Na stronie tytułowej znajdowało się ponadto takie właśnie określenie: dekada (pierwsza, druga bądź trzecia). Na łamach Myśli Niepodległej poruszano również bieżące tematy polityczne i społeczne, recenzowano książki, zarówno polskie, jak i zagraniczne.
W wydaniu 27 września 1919 czasopismo dokonało krytyki przyjmowania do Wojska Polskiego byłych funkcjonariuszy (austriackiego) państwa policyjnego określonych jako antyki kajzerlikowskie (opisani zostali gen. mjr Eugeniusz Dąbrowiecki, płk Emil Tintz, płk Rudolf Andryszczak, rtm. Hugon Babel von Fronsberg, rtm. Sołtys, wachm. Seretny, mjr Ziemiański, rtm Zygmunt Manowarda za co wyżej wspomniani oficerowie wytoczyli „Myśli Niepodległej” procesy sądowe.
Z pismem współpracowali między innymi Iza Moszczeńska i Julian Unszlicht.
W ostatnich latach istnienia koncentrowało się głównie na walce z sanacją. Ostatni 1106 numer pisma ukazał się 26 grudnia 1931 roku.